# Apodemini
Apodemini (житники) — триба мишоподібних гризунів, що містить 2 сучасні роди тварин. Рід Tokudaia є ендеміком для островів Рюкю, натомість рід житник (Apodemus у широкому сенсі) зустрічається по всій Євразії. Кілька викопних родів також відомі з усієї Євразії, у тому числі один великий вид (Rhagamys), який зберігся на Сардинії та Корсиці потенційно до першого тисячоліття до нашої ери, коли, ймовірно, був стертий з життя людиною.

## Таксономія
Тісний зв'язок між родами Apodemus і Tokudaia було запропоновано на основі зубної морфології і підтверджено нещодавніми молекулярними даними. Praomyini та Apodemini є сестринськими трибами.
Кладограма за Мішо та ін., 2002:

|  | Apodemus                                                                                |
|  |                                                                                         |
|  | \| \| Karstomys (рід чи підрід) \| \| \| \| \| \| Sylvaemus (рід чи підрід) \| \| \| \| |
|  |                                                                                         |
|  | Karstomys (рід чи підрід)                                                               |
|  |                                                                                         |
|  | Sylvaemus (рід чи підрід)                                                               |
|  |                                                                                         |

|  | Karstomys (рід чи підрід) |
|  |                           |
|  | Sylvaemus (рід чи підрід) |
|  |                           |

|  | Apodemus                                                                                |
|  |                                                                                         |
|  | \| \| Karstomys (рід чи підрід) \| \| \| \| \| \| Sylvaemus (рід чи підрід) \| \| \| \| |
|  |                                                                                         |
|  | Karstomys (рід чи підрід)                                                               |
|  |                                                                                         |
|  | Sylvaemus (рід чи підрід)                                                               |
|  |                                                                                         |

|  | Karstomys (рід чи підрід) |
|  |                           |
|  | Sylvaemus (рід чи підрід) |
|  |                           |

## Систематика
- Триба Apodemini
  - Рід Tokudaia
  - Рід Apodemus (житник)
  - Рід †Rhagamys[11]
  - Рід †Parapodemus
  - Рід †Progonomys
  - Рід †Rhagapodemus
  - Рід †Stephanomys